# Comisión para el Esclarecimiento Histórico
La Comisión para el Esclarecimiento Histórico (CEH) fue la comisión de la verdad y reconciliación de Guatemala. La creación de la CEH fue acordada a partir de la suscripción del Acuerdo sobre el establecimiento de la Comisión para el Esclarecimiento Histórico de las violaciones a los derechos humanos y los hechos de violencia que han causado sufrimiento a la población guatemalteca, el 23 de junio de 1994. La Comisión tenía el mandato de "Elaborar un informe que contenga los resultados de las investigaciones realizadas y ofrezca elementos objetivos de juicio sobre lo acontecido durante este período abarcando a todos los factores, internos y externos.
La Comisión esclareció los hechos que ocurrieron en la guerra, pero no era de carácter procesal penal por lo que no estaba facultada para identificar con nombres a los responsables individuales de los hechos objeto de esclarecimiento. Esto se tradujo en la omisión en el texto del informe de los nombres de las personas responsables de los casos de violaciones de derechos humanos y hechos de violencia investigados; dicho informe estableció que durante a la guerra civil de tres décadas en la nación centroamericana, se estima que más de 0.2 millones
personas perdieron la vida. La CEH pretendía investigar las numerosas violaciones a los derechos humanos perpetrados por los dos lados del conflicto armado para informar a la sociedad guatemalteca sobre qué y cómo exactamente había acontecido en el país entre enero de 1962 y la firma de los acuerdos de paz el 29 de diciembre de 1996.

## Mandato

### Motivaciones
1. Satisfacer el derecho del pueblo de Guatemala a conocer plenamente la verdad sobre lo ocurrido durante el enfrentamiento armado.[3][4][5]
2. Esperanza de que el conocimiento del pasado contribuya «a que no se repitan estas páginas tristes y dolorosas» de la historia de Guatemala.[3][4]
3. Fortalecer el proceso de democratización[3][5]
4. Eliminar "toda forma de revancha o venganza"[3]

### Objetivos
Los acuerdos de Paz fijaron tres finalidades para la CEH:  
1. Esclarecer con objetiva, equitativa e imparcialmente las violaciones a los derechos humanos y los hechos de violencia vinculados al enfrentamiento armado;
2. Elaborar un informe que contenga los resultados de las investigaciones realizadas y ofrezca elementos objetivos de juicio sobre lo acontecido durante este periodo
3. Formular recomendaciones específicas encaminadas a favorecer la paz y la concordia nacional en Guatemala.[6][7][8]

### Funcionamiento
Los Acuerdos de Paz encomendaron a la CEH recibir antecedentes e información que proporcionen las personas o instituciones que se consideren afectadas; aclarar plenamente y en detalle las situaciones que se le presenten. El acuerdo agregó que las actuaciones de la Comisión garantizarían la secretividad de las fuentes así como la seguridad de los testigos e informantes. Los trabajos, recomendaciones e informe de la Comisión no individualizaron responsabilidades, ni tuvieron efectos o propósitos judiciales.  Ahora bien, a pesar de que el Acuerdo dice que ni los trabajos ni el Informe tienen efectos judiciales, las entidades del sistema de administración de justicia y los ciudadanos guatemaltecos, pueden basarse en elementos contenidos en el Informe de la CEH para determinar responsabilidades.

### Marco jurídico
- Derechos humanos: estos están referidos a la normativa internacional de la Declaración Universal de los Derechos Humanos, adoptada el 10 de diciembre de 1948 por la Asamblea General de las Naciones Unidas, mediante su resolución 217 A (III), la cual formalizó el compromiso de los Estados miembros de la organización universal de promover y proteger los derechos humanos. La Comisión también tomó en consideración los tratados internacionales en materia de derechos humanos que fueron ratificados por Guatemala después de la Guerra Civil, con la excepción de la Convención sobre Prevención y Sanción del Delito de Genocidio.[10]
- Reglamentación de conflictos internos: la reglamentación internacional para conflictos internos tiene su base principal en el Artículo 3 común de las cuatro Convenciones de Ginebra de 1949, todas ellas ratificadas por Guatemala y para cuya aplicabilidad basta la concurrencia de requerimientos mínimos, como que la parte enfrentada a las fuerzas gubernamentales sea un movimiento armado contra cierta estabilidad que persiga fines políticos, sin necesidad de que controle una parte del territorio nacional; aunque el Protocolo Adicional II, adoptado en 1977, que perfeccionó la reglamentación internacional sobre los conflictos armados internos, fue ratificado por Guatemala el 18 de octubre de 1987, es decir en un momento bastante tardío del enfrentamiento armado y el Gobierno siempre ha negado su aplicabilidad al enfrentamiento armado interno.[11]
- La Comisión también tuvo en cuenta el derecho nacional, particularmente las Constituciones de Guatemala, para el análisis de las acciones de las Partes. Es un hecho innegable que ni siquiera en los períodos más difíciles del país fueron derogadas algunas garantías básicas como el deber del Estado de respetar y proteger el derecho a la vida. Por lo tanto, dichas garantías obligaban a todas las autoridades, incluido el Ejército, no solamente en virtud de reglas y principios internacionales, sino también sobre la base de las diferentes Constituciones y las leyes complementarias de ejecución.[12]
- Crimen de lesa humanidad: Un concepto que se ha incorporado en la doctrina para la comisión de un crimen de lesa humanidad, establece que los actos sistemáticos o generalizados, sean dirigidos contra una colectividad y no hacía individuos aisladamente considerados. Este es el sentido de la exigencia que el crimen de lesa humanidad tenga como objetivo a "cualquier población civil".  La esencia de esta última exigencia reside en la naturaleza colectiva del crimen de lesa humanidad que excluye, por su propio significado, los actos aislados o individuales pues, aunque estos constituyan crímenes de guerra o infracciones de la legislación penal nacional, no alcanzan la magnitud ni gravedad de un crimen de lesa humanidad.[13]
- Genocidio: la Convención para la Prevención y Sanción del Delito de Genocidio de 1948, ratificada por el Estado de Guatemala en 1950, lo define como un delito de derecho internacional, ya se cometa en tiempo de paz o de guerra, y entiende por tal, "cualquiera de los actos mencionados a continuación, perpetrados con la intención de destruir, total o parcialmente, a un grupo nacional, étnico, racial o religioso, como tal".  La perpetración de uno o varios actos que reúnan los elementos contemplados en la definición de genocidio de la Convención, incluso si forman parte de una política más amplia cuya finalidad principal no es el exterminio físico del grupo, pueden constituir el delito de genocidio. En este sentido es pertinente distinguir entre política genocida y actos de genocidio. Existe una política genocida cuando el fin de las acciones es el exterminio de un grupo en todo o en parte. Existen actos genocidas cuando el fin es político, económico, militar, o de cualquier otra índole, pero los medios que se utilizan para alcanzar estos fines son el exterminio total o parcial del grupo.[14]
- Derecho de los pueblos indígenas:  normas nacionales como internacionales protegen los derechos a la existencia, integridad e identidad cultural o étnica de los pueblos indígenas guatemaltecos. La Convención para la prevención y sanción del delito de Genocidio de 1948, ratificada por Guatemala en 1950, protege la existencia e integridad colectiva de los grupos étnicos, mientras que el artículo 27 del Pacto Internacional de Derechos Civiles y Políticos de 1966 -ratificado por Guatemala en 1992- protege el derecho a ejercer en común con los miembros del grupo el derecho a la propia vida cultural, a hablar el propio idioma y a practicar la propia religión. En el derecho internacional también hay instrumentos específicos referidos a los derechos de los pueblos indígenas, como el Convenio 107 de la OIT sobre Poblaciones Indígenas y Tribales de 1957, que fue perfeccionado por el Convenio 169 de la OIT sobre Pueblos Indígenas y Tribales de 1989; Guatemala ratificó el Convenio 169 el 6 de junio de 1996.  A nivel nacional, el reconocimiento de derechos a los grupos o comunidades indígenas se inauguró en la normatividad nacional con la Constitución de 1945[15]; la Constitución de 1985 es bastante amplia e incorpora el derecho a la identidad cultural, los idiomas indígenas, sus costumbres, formas de vida, tradiciones, sus formas de organización social, uso de trajes; así como derechos de carácter socioeconómico.[16]

## Definiciones
- Hechos de violencia: esta expresión se refiere, a los cometidos por integrantes de la URNG, y a todos aquellos hechos de violencia cometidos por personas privadas, aprovechando o abusando de la situación prevaleciente debido al enfrentamiento armado, con la finalidad de defender o favorecer sus intereses individuales, realizados sin la colaboración, consentimiento, aquiescencia o tolerancia del Estado.[17]
- Violaciones a los derechos humanos: cuando en el informe se habla de violaciones a los derechos humanos se hace referencia a actos perpetrados por agentes del Estado o, cuando con su conocimiento o aquiescencia, lo ejecutan particulares.[17]
- Crimen de lesa humanidad: Un concepto que se ha incorporado en la doctrina para la comisión de un crimen de lesa humanidad, establece que los actos sistemáticos o generalizados, sean dirigidos contra una colectividad y no hacía individuos aisladamente considerados. Este es el sentido de la exigencia que el crimen de lesa humanidad tenga como objetivo a "cualquier población civil".  La esencia de esta última exigencia reside en la naturaleza colectiva del crimen de lesa humanidad que excluye, por su propio significado, los actos aislados o individuales pues, aunque estos constituyan crímenes de guerra o infracciones de la legislación penal nacional, no alcanzan la magnitud ni gravedad de un crimen de lesa humanidad.[13]
- Genocidio: la Convención para la Prevención y Sanción del Delito de Genocidio de 1948, ratificada por el Estado de Guatemala en 1950, lo define como un delito de derecho internacional, ya se cometa en tiempo de paz o de guerra, y entiende por tal, "cualquiera de los actos mencionados a continuación, perpetrados con la intención de destruir, total o parcialmente, a un grupo nacional, étnico, racial o religioso, como tal".  La perpetración de uno o varios actos que reúnan los elementos contemplados en la definición de genocidio de la Convención, incluso si forman parte de una política más amplia cuya finalidad principal no es el exterminio físico del grupo, pueden constituir el delito de genocidio. En este sentido es pertinente distinguir entre política genocida y actos de genocidio. Existe una política genocida cuando el fin de las acciones es el exterminio de un grupo en todo o en parte. Existen actos genocidas cuando el fin es político, económico, militar, o de cualquier otra índole, pero los medios que se utilizan para alcanzar estos fines son el exterminio total o parcial del grupo.[14]
- Derecho de los pueblos indígenas:  normas nacionales como internacionales protegen los derechos a la existencia, integridad e identidad cultural o étnica de los pueblos indígenas guatemaltecos. La Convención para la prevención y sanción del delito de Genocidio de 1948, ratificada por Guatemala en 1950, protege la existencia e integridad colectiva de los grupos étnicos, mientras que el artículo 27 del Pacto Internacional de Derechos Civiles y Políticos de 1966 -ratificado por Guatemala en 1992- protege el derecho a ejercer en común con los miembros del grupo el derecho a la propia vida cultural, a hablar el propio idioma y a practicar la propia religión. En el derecho internacional también hay instrumentos específicos referidos a los derechos de los pueblos indígenas, como el Convenio 107 de la OIT sobre Poblaciones Indígenas y Tribuales de 1957, que fue perfeccionado por el Convenio 169 de la OIT sobre Pueblos Indígenas y Tribales de 1989; Guatemala ratificó el Convenio 169 el 6 de junio de 1996.  A nivel nacional, el reconocimiento de derechos a los grupos o comunidades indígenas se inauguró en la normatividad nacional con la Constitución de 1945[15]; la Constitución de 1985 es bastante amplia e incorpora el derecho a la identidad cultural, los idiomas indígenas, sus costumbres, formas de vida, tradiciones, sus formas de organización social, uso de trajes; así como derechos de carácter socioeconómico.[16]

## Periodo objeto de investigación
Sobre la base de los Acuerdos de Paz, las violaciones de derechos humanos y hechos de violencia que la Comisión debía esclarecer habían de estar «vinculados con el enfrentamiento armado». En consecuencia, el periodo objeto de investigación es el comprendido entre el inicio del enfrentamiento armado interno, que la CEH fijó en el mes de enero de 1962 y la firma del Acuerdo de Paz Firme y Duradera.

## Miembros de la CEH
La comisión estuvo conformado por Christian Tomuschat -un abogado en derecho internacional de origen alemán, y los guatemaltecos Alfredo Balsells Tojo -jurista- y Otilia Lux de Cotí - experta en asuntos indígenas. Los miembros de la CEH escucharon testimonios de miles de supervivientes y asistieron a las exhumaciones de tumbas clandestinas. También entrevistaron a cabezas del Estado y miembros de alto rango de militar de Guatemala y revisaron reportes de ONG. Todo esto fue utilizado en la preparación de su informe final titulado Guatemala: Memoria del silencio, publicado en febrero de 1999. El informe estimó que el 83% de las víctimas fueron indígenas mayas y un 93% de los crímenes cometidos durante el conflicto fueron responsabilidad de las fuerzas armadas del Estado.

## Resarcimiento de las víctimas
Los Acuerdos de Paz no hacen referencia al resarcimiento y asistencia a las víctimas. Sin embargo, el Acuerdo sobre Bases para la Incorporación de la URNG a la Legalidad, en su párrafo 19, estableció que la entidad encargada de la política pública de resarcimiento y asistencia a las víctimas de violaciones de los derechos humanos "tomará en cuenta las recomendaciones que formule al respecto la Comisión para el Esclarecimiento Histórico.  